# Tamasgo (Zorgho)
Pour les articles homonymes, voir Tamasgo.
Tamasgo, également orthographié Tamassogo, est une commune rurale située dans le département de Zorgho de la province du Ganzourgou dans la région Plateau-Central au Burkina Faso.

## Géographie
Tamasgo est situé à environ 9 km à l'est du centre de Zorgho, le chef-lieu du département et de la province. La localité est située à un kilomètre au nord de la route nationale 4 reliant Ouagadougou à la frontière nigérienne.

## Économie
Tamasgo est principalement une commune agricole qui profite de la présence d'un barrage en remblai proche pour l'irrigation de cultures.

## Santé et éducation
Le centre de soins le plus proche de Tamasgo est le centre de santé et de promotion sociale (CSPS) de Tuiré tandis que le centre médical avec antenne chirurgicale (CMA) se trouve à Zorgho.